# Вестминстерска опатија
Саборна црква Светог Петра у Вестминстеру, познатија као Вестминстерска опатија (енгл. Westminster Abbey или енгл. The Collegiate Church of St Peter at Westminster), црква је која се сматра катедралом, а изграђена је у престижно готичком стилу. Налази се у лондонском средишњем дистрикту Вестминстер, западно од Вестминстерске палате. То је традиционално мјесто крунисања и покопа владара Уједињеног Краљевства.

## Историја
Према легенди, године 616. на том мјесту је, тада познатом као Острво Торни, подигнута црква посвећена указању Светог Петра од стране рибара на реци Темзи због чега је вековима постојала традиција доношења лососа као поклона у цркву. Иако прича о цркви није доказана, чињеница је да је Едгар потпомогао комуну бенедиктинских редовника која је на томе мјесту постојала око 970. године. Цркву је градио краљ Едвард између 1045. и 1050. године. Црква је просвећена 28. децембра 1065. непосредно пре Едвардове сахране и крунисања краља Харолда II.
Опат и редовници Вестминстерске опатије, која се налазила непосредно уз Вестминстерску краљевску палату, након норманских освајања Енглеске постали су снажна сила. Често су обављали разне послове за краља па су због тога постали веома утицајни.
Краљ Хенри III наредио је 1245. преуређење цркве у готичком стилу у част и као светиште покојног краља Едварда III и као своју властиту гробницу. Рад на преуређењу трајао је од 1245. па све до 1517. и довршена је за власти краља Ричарда II. Хенри VII додао је капелу посвећену Девици Марији.
Иако је опатија, као и сви други самостани одлуком краља Хенрија VIII била затворена, Хенрик VIII ју је, због њене важности и историје, изузео и ставио под своју директну контролу. Краљица Елизабета I ју је такође држала под властитом контролом и назвала ју садашњим именом Универзитетском црквом Светог Петра.
Током четрдесетих година 17. века црква је доживела велика оштећења која су починили пуританци, али заштићена је поново за време Оливера Корвела који је тамо сахрањен 1658, да би 1661. био ископан и обешен на вешала.
Два западна торња опатије изграђена су између 1722. и 1745. Нацрт за њих направио је Николас Хавксмор. Изграђени су у готмчком стилу. Следеће преуређење одвијало се у 19. веку под водством сер Џорџа Жилберта Скота.
До 19. века Вестминстерска опатија је била трећа најбоља школа у Енглеској, уз Оксфорд и Кембриџ. Баш ту је преведена трећина Старог завета и друга половина Библије краља Џејмса. Такође, у опатији је састављена Новоенглеска библија у 20. веку.

## Крунисања
Хенрик је постао краљ Енглеске са само девет година и владао је од 1216. до 1272. године. Од крунисања краља Харолда II Вилијама Освајача (1066), сви енглески краљеви, осим Џејн Греј, Едварда V и Едварда VII, крунисани су у опатији. Надбискуп кентерберијски био је увек важна карика у крунисању. Краљевска столица краља Едварда I, која се и сада налази у опатији, столица је на којој су крунисани сви владари.